# Skiflug-Weltmeisterschaft 1977
Die 4. Skiflug-Weltmeisterschaft wurde vom 17. bis zum 20. Februar 1977 erstmals auf dem Vikersundbakken im norwegischen Vikersund ausgetragen. Insgesamt starteten 41 Springer aus zwölf Nationen. Frauen waren zur damaligen Zeit noch nicht zum Skispringen oder gar zum Skifliegen zugelassen. Auch einen Teamwettkampf gab es noch nicht. Der Sieger Walter Steiner war der erste Skispringer, der zum zweiten Mal Skiflugweltmeister werden konnte.

## Favoriten
Die Weltmeisterschaft gestaltete sich zum Aufeinandertreffen fast aller Spitzenspringer der Sprungsaison 1976/77. Ausgerechnet der aktuelle Vierschanzentourneesieger aber fehlte, Jochen Dannebergs alte Knieverletzung war wieder aufgebrochen. Die DDR-Mannschaftsführung ließ daraufhin den Thüringer pausieren. Somit rückte vor allem ein Springer in den Fokus, der bei der ersten Skiflug-Weltmeisterschaft schon einmal ganz oben stand: der Schweizer Walter Steiner. Nach seinem zweiten Platz bei der Vierschanzentournee waren seine Leistungen weiterhin stabil und Anfang Februar 1977 hatte er in überzeugender Manier mit großem Vorsprung die Schweizer Springertournee gewonnen. Dabei war er bei drei von vier Wettbewerben siegreich. Ein weiterer Siegfavorit war der Unglücksrabe der Vierschanzentournee, Toni Innauer. Nach seinem Missgeschick in Bischofshofen hatte der Vorarlberger nun ausreichend Motivation, sich beim zweiten Saisonhöhepunkt gut in Szene zu setzen. Aber auch Mannschaftskamerad und Olympiasieger Karl Schnabl und Altmeister Reinhold Bachler waren zum erweiterten Favoritenkreis zu zählen. Trotz der Abwesenheit von Danneberg hatte auch die DDR-Auswahl ein namhaftes Aufgebot am Start: mit Glaß, Duschek und Meisinger waren drei Top-Ten-Springer der Vierschanzentournee nominiert, hinzu kam mit Falko Weißpflog ein ausgewiesener Skiflieger, der im Vorjahr bei der Skiflugwoche in Oberstdorf kurzzeitig mit 174 m den Weltrekord hielt. Allerdings übertrumpfte ihn Toni Innauer auf derselben Veranstaltung noch mit seinem Traumflug von 176 m. Nicht ganz abzuschreiben waren die Norweger um Johan Sætre und Per Bergerud, aus der sowjetischen Mannschaft hatten bis dahin Borowitin und Iwanow den stärksten Eindruck hinterlassen.

## Modus
Die Athleten sprangen an drei Wettkampftagen jeweils drei Mal, von denen der beste Sprung in die Wertung einging. Für den Durchschnittswert aus den zehn weitesten Sprüngen je Durchgang, egal ob gestürzt oder gestanden, wurde eine Weitenpunktzahl von 120 Punkten vergeben. Dazu kamen noch die Haltungsnoten. Gesamtsieger wurde der Springer mit den meisten Punkten aus allen drei Wettkampftagen.

## 1. Sprungtag
Bei idealen Bedingungen ohne viel Wind und Temperaturen um die −6 °C setzte sich für ihn selbst etwas überraschend Skiflug-Weltrekordler Toni Innauer an die Spitze der Gesamtwertung. Nachdem im ersten Durchgang Alexej Borowitin aus der Sowjetunion mit 144 m die Führung übernommen hatte, konterte Innauer im zweiten Durchgang mit 145 m und ähnlichen Haltungsnoten, sodass er sich mit einem halben Punkt Vorsprung vor den Springer aus der Sowjetunion schob. Zwar konnte Borowitin im dritten Durchgang mit 146 m die Tageshöchstweite erreichen, doch durch den höchsten Durchschnittswert von 132 m reichte es in diesem Versuch nur zu 188 Punkten, was keine Verbesserung darstellte. Topfavorit Walter Steiner, der im Training bei der Schanzenrekordweite von 160 m gestürzt war, kam mit einem Flug auf 142 m auf dem dritten Platz ein. Dahinter lagen drei DDR-Springer, wobei sich als bester Vertreter Thomas Meisinger platziert hatte.
| Platz | Name             | Land             | Punkte |
| ----- | ---------------- | ---------------- | ------ |
| 01    | Toni Innauer     | Österreich       | 189,5  |
| 02    | Alexei Borowitin | Sowjetunion      | 189,0  |
| 03    | Walter Steiner   | Schweiz          | 186,0  |
| 04    | Thomas Meisinger | DDR              | 184,5  |
| 05    | Henry Glaß       | DDR              | 181,5  |
| 06    | Martin Weber     | DDR              | 173,5  |
| 07    | Per Bergerud     | Norwegen         | 169,0  |
| 08    | Leoš Škoda       | Tschechoslowakei | 168,0  |
| 08    | Bogdan Norčič    | Jugoslawien      | 168,0  |
| 10    | Tapio Räisänen   | Finnland         | 165,0  |

## 2. Sprungtag
Der zweite Sprungtag wirbelte das Gesamtklassement ob seiner Wetterbedingungen gehörig durcheinander. Schneetreiben und Wind machten den Springern zu schaffen und Toni Innauer war letztlich das prominenteste Opfer. Nachdem er im ersten Durchgang nur eine Weite von 90 m verbuchen konnte, segelte er im zweiten Durchgang immerhin auf 132 m, was in der Tageswertung den elften Rang bedeutete. Dadurch rutschte der Vorarlberger in der Gesamtwertung auf den vierten Platz ab. In den Blickpunkt des Geschehens rückten dafür andere Springer. Der Tschechoslowake František Novák setzte bereits im ersten Durchgang mit 143 m ein großes Achtungszeichen. Durch den geringen Durchschnittswert des Durchgangs erzielte er dabei einen so hohen Punktwert, dass er diesen mit seinen 145 m im dritten Durchgang nicht mehr übertraf. Die 143 m toppte Walter Steiner im zweiten Durchgang mit der Tageshöchstweite von 148 m. Aufgrund des höheren Durchschnittswertes im zweiten Durchgang reichte es aber für den Schweizer nicht, an Novak vorbeizuziehen. Im dritten Durchgang gelang Harald Duschek die zweithöchste Tagesweite von 147 m, die ihn mit einem Punkt Vorsprung vor Novak den Tagessieg bescherte. Für den Finnen Räisänen reichten im dritten Durchgang 142 m, um sich noch an Steiner vorbeizuschieben und den dritten Platz zu belegen. In der Gesamtwertung hatte sich aber der Schweizer durch seine Konstanz auf den ersten Platz geschoben, gefolgt von Henry Glaß und Alexej Borowitin. Da Innauer mit 1,5 Punkten Rückstand nur knapp hinter dem sowjetischen Springer lag, sah er seine Medaillenchancen noch gewahrt.
| Zwischenstand nach 2 Springen | Zwischenstand nach 2 Springen | Zwischenstand nach 2 Springen |
| Pos.                          | Springer                      | Punkte                        |
| ----------------------------- | ----------------------------- | ----------------------------- |
| 01.                           | Steiner                       | 373,5                         |
| 02.                           | Glaß                          | 361,0                         |
| 03.                           | Borowitin                     | 358,5                         |
| 04.                           | Innauer                       | 357,0                         |
| 05.                           | Duschek                       | 355,5                         |
| 06.                           | Räisänen                      | 354,0                         |
| 07.                           | Weber                         | 351,0                         |
| 08.                           | Novák                         | 349,5                         |
| 09.                           | Skoda                         | 347,5                         |
| 10.                           | Meisinger                     | 344,0                         |

| Platz | Name             | Land             | Punkte |
| ----- | ---------------- | ---------------- | ------ |
| 01    | Harald Duschek   | DDR              | 192,5  |
| 02    | František Novák  | Tschechoslowakei | 191,5  |
| 03    | Tapio Räisänen   | Finnland         | 189,0  |
| 04    | Walter Steiner   | Schweiz          | 187,5  |
| 05    | Juri Iwanow      | Sowjetunion      | 183,0  |
| 06    | Josef Samek      | Tschechoslowakei | 180,5  |
| 07    | Henry Glaß       | DDR              | 179,5  |
| 07    | Leoš Škoda       | Tschechoslowakei | 179,5  |
| 09    | Martin Weber     | DDR              | 177,5  |
| 10    | Alexei Borowitin | Sowjetunion      | 169,5  |

## 3. Sprungtag
Am letzten Flugtag hatte die Jury nach den eher bescheidenen Leistungen des Vortages den Anlauf verlängert, eine Entscheidung, die sich fast rächen sollte. Neben dem neuen Schanzenrekord von 157 m durch den Tschechoslowaken Novak segelten nicht weniger als neun Springer über die 140-Meter-Marke, sieben davon über den kritischen Punkt von 142 m. Dies führte dazu, dass die Jury vor den beiden letzten Springern zusammentrat um über einen Abbruch des Durchganges zu beraten. Letzten Endes wurden auch die letzten zwei verbliebenen Springer hinuntergeschickt und erst danach der Anlauf verkürzt. Auswirkungen hatte dieses hohe Niveau des ersten Durchganges dennoch. Bedingt durch den sehr hohen Durchschnittswert von 147 m erhielt Novak für seinen Rekordflug nur 10 zusätzliche Weitenpunkte, was dazu führte, dass der Tagessieger Steiner mit seinen 151 m des zweiten Durchgangs 8,5 Punkte mehr als der Tschechoslowake erhielt. Vom deutlich abfallenden dritten Durchgang profitierte vor allem der Tageszweite Innauer. Mit seinen 148 m lag er deutlich über der Durchschnittsweite von 135 m. Nach eigenen Aussagen von Innauer trug aber auch Steiner dazu bei, der mit einem Sicherheitssprung von 136 m den Durchschnittswert nicht in die Höhe trieb.
| Platz | Name             | Land             | Punkte |
| ----- | ---------------- | ---------------- | ------ |
| 01    | Walter Steiner   | Schweiz          | 191,0  |
| 02    | Toni Innauer     | Österreich       | 190,0  |
| 03    | František Novák  | Tschechoslowakei | 182,5  |
| 04    | Alexei Borowitin | Sowjetunion      | 181,5  |
| 05    | Henry Glaß       | DDR              | 180,5  |
| 06    | Thomas Meisinger | DDR              | 179,0  |
| 07    | Harald Duschek   | DDR              | 178,0  |
| 07    | Juri Iwanow      | Sowjetunion      | 177,5  |
| 09    | Martin Weber     | DDR              | 176,0  |
| 10    | Tapio Räisänen   | Finnland         | 174,5  |

## Gesamtergebnis
Bei höchst unterschiedlichen Tagesbedingungen setzte sich am Ende der stabilste Springer durch, WM-Favorit Walter Steiner. Während seine kürzeste Weite 131 m betrug, hatten alle anderen Konkurrenten an mindestens einem Tag einen Durchhänger. Durch seinen letzten Flug ersegelte sich Toni Innauer noch die Silbermedaille, nach dem Wettbewerbsverlauf war daran schon fast nicht mehr zu glauben. Bronze gewann mit Henry Glaß der beständigste Springer aus der DDR, die als einzige Auswahl alle vier Springer in den Top Ten hatte. Darüber hinaus war die DDR die einzige Nation, die bis dahin bei allen Skiflug-Weltmeisterschaften eine Medaille geholt hatte. Die Überraschung der Weltmeisterschaft war letztlich der neue Schanzenrekordhalter František Novák aus der Tschechoslowakei, der bei einem besseren ersten Wettkampftag noch Chancen auf eine Medaille gehabt hätte. Zu den Enttäuschungen zählten vor allem die Gastgeber aus Norwegen, die nicht einen Springer in den Top Ten hatten. Ein besseres Mannschaftsergebnis der Österreicher wurde auch durch eine um sich greifende Grippe verhindert.
| Platz | Name              | Land             | Gesamtpunkte |
| ----- | ----------------- | ---------------- | ------------ |
| 01    | Walter Steiner    | Schweiz          | 564,5        |
| 02    | Toni Innauer      | Österreich       | 547,0        |
| 03    | Henry Glaß        | DDR              | 541,5        |
| 04    | Alexei Borowitin  | Sowjetunion      | 539,5        |
| 05    | Harald Duschek    | DDR              | 533,5        |
| 06    | František Novák   | Tschechoslowakei | 532,0        |
| 07    | Tapio Räisänen    | Finnland         | 528,5        |
| 08    | Martin Weber      | DDR              | 527,0        |
| 09    | Thomas Meisinger  | DDR              | 523,0        |
| 10    | Leoš Škoda        | Tschechoslowakei | 517,5        |
| 11    | Juri Iwanow       | Sowjetunion      | 513,0        |
| 12    | Per Bergerud      | Norwegen         | 488,0        |
| 13    | Josef Samek       | Tschechoslowakei | 487,5        |
| 14    | Pekka Hyvärinen   | Finnland         | 466,5        |
| 15    | Sergei Saitschik  | Sowjetunion      | 465,5        |
| 16    | Robert Mösching   | Schweiz          | 459,5        |
| 17    | Bogdan Norčič     | Jugoslawien      | 459,0        |
| 18    | Wladimir Bubenow  | Sowjetunion      | 445,5        |
| 19    | Ján Tánczos       | Tschechoslowakei | 440,0        |
| 20    | Reinhold Bachler  | Österreich       | 434,0        |
| 21    | Johan Saetre      | Norwegen         | 431,5        |
| 22    | Odd Brandsegg     | Norwegen         | 428,5        |
| 23    | Lennart Elimä     | Schweden         | 421,5        |
| 24    | Alfred Grosche    | BR Deutschland   | 415,5        |
| 25    | Karl Lustenberger | Schweiz          | 399,0        |
| 26    | Branko Dolhar     | Jugoslawien      | 392,5        |
| 27    | Janez Loštrek     | Jugoslawien      | 389,5        |
| 28    | Frank Rombach     | BR Deutschland   | 389,0        |
| 29    | Finn Halvorsen    | Norwegen         | 386,5        |
| 30    | Kari Ylianttila   | Finnland         | 358,5        |
| 31    | Jim Maki          | USA              | 348,0        |
| 32    | Karl Schnabl      | Österreich       | 287,0        |
| 33    | Roger Ruud        | Norwegen         | 254,5        |
| 34    | Hans Millonig     | Österreich       | 235,0        |
| 35    | Seppo Reijonen    | Finnland         | 210,0        |
| 36    | Rudi Tusch        | BR Deutschland   | 124,5        |
| 37    | Christer Jolevi   | Schweden         | 121,5        |
| 38    | Marko Mlakar      | Jugoslawien      | 118,0        |
| 39    | Jim Denney        | USA              | 113,0        |
| 40    | Chris McNeill     | USA              | 108,5        |
| 41    | Ken Harkins       | USA              | 106,5        |
| 41    | Slawomir Kardas   | Kanada           | 106,5        |